# Canadian Kennel Club
Der Canadian Kennel Club (frz. Club canin canadien, Abkürzung CKC bzw. CCC) ist der größte Dachverband der Rassehundezucht in Kanada. Seine Registrierungen werden von der Fédération Cynologique Internationale (FCI), dem American Kennel Club (AKC) und dem Britischen Kennel Club (KC) gegenseitig anerkannt. Sein Rechtssitz befindet sich in Etobicoke in Toronto, Provinz Ontario. Der nicht-kommerzielle Verein anerkennt zurzeit 175 verschiedene Hunderassen. Der CKC zählt ca. 25.000 Mitglieder, die in 700 Rasse- und anderen Clubs organisiert sind.

## Geschichte
Bereits vor der Gründung wurden in Kanada häufig Hundeausstellungen veranstaltet, die zu dieser Zeit unter den Regeln des (US-amerikanischen) American Kennel Club stattfanden. Mitte der 1880er Jahre entstand in Kanada das Bedürfnis, einen eigenen nationalen Dachverband zu etablieren, was 1888 zur Gründung des CKC in London (Ontario) führte. Es ergab sich in der Folge eine enge Zusammenarbeit zwischen CKC und AKC. Ab 1889 gab der Verband die Kennel Gazette als offizielle Publikation heraus, deren Name 1912 in Kennel and Bench geändert wurde. 1915 wurde der Verband unter der kanadischen Animal Pedigree Act als Incorporated Society anerkannt und erlangte damit ein offizielles Mandat zur Führung der Zuchtbücher der durch ihn anerkannten Hunderassen.

## Aktivitäten
Der CKC organisiert Hundeausstellungen, Field Trials, Tracking, Obedience, Agility, Windhundrennen und andere Aktivitäten mit Hundebezug. An diesen Anlässen können Hunde Punkte erwerben, die zum Erwerb des Kanadischen Championtitels in den jeweiligen Disziplinen berechtigen.
Daneben unterhält der CKC die Stiftung CKC Foundation, welche Forschungen mit Hundebezug unterstützt, allgemeine Informationen zum Hund-Mensch-Verhältnis verbreiten soll und bei Bedarf Lobbying für die Interessen von Hundehaltern und -züchtern betreibt.